# Klonowo Dolne
Klonowo Dolne [klɔˈnɔvɔ ˈdɔlnɛ] (en casubio: Dolné Klonowò) es un pueblo ubicado en el distrito administrativo de Gmina Przywidz, dentro del Condado de Gdańsk, Voivodato de Pomerania, en Polonia del norte. Se encuentra aproximadamente a 2 kilómetros al noroeste de Przywidz, a 23 kilómetros al oeste de Pruszcz Gdański, y a 28 kilómetros al suroeste de la capital regional Gdansk.
Para detalles de la historia de la región, véase Historia de Pomerania.
El pueblo tiene una población de 130 habitantes.